# نیروگاه مشهد
نیروگاه مشهد (در شرق مشهد و در ابتدای بلوار سرخس، تأسیس ۱۳۴۳)، یکی از نیروگاه‌های ایران از نوع حرارتی با ظرفیت اسمی تولید ۳۷۶ مگاوات که به علت غیرفعال بودن یک واحد الین، این مقدار به حدود 328 مگاوات می‌رسد.
نیروگاه مشهد قدیمی‌ترین واحد نیروگاهی استان خراسان است.
این نیروگاه شامل ۸ واحد تولید برق است که ۴ واحد آن بخار و ۴ واحد آن گازی است. واحدهای بخار شامل دو واحد الین و دو واحد اشکودا، و واحدهای گازی شامل دو واحد بی‌بی‌سی و دو واحد آلستوم می‌شوند.

## تاریخچه
نیروگاه مشهد در سال ۱۳۴۳ رسماً تأسیس و در سال ۱۳۴۷ با دو واحد بخار الین، هر کدام به ظرفیت ۱۲٫۵ مگاوات، آغاز به کار کرد. در سال ۱۳۶۱ به علت وقوع حادثه‌ای در واحد شمارهٔ یک الین، این واحد به علت واردآمدن خسارات عمده به توربین و ژنراتورش از مدار خارج شد. در سال ۱۳۶۳ ظرفیت تولید این نیروگاه به ۳۹۴ مگاوات رسید. واحد شمارهٔ دو الین تا سال ۱۳۷۵ در مدار قرار داشت اما بنا به بعضی ملاحظات این واحد نیز از تولید خارج شد.
در حال حاضر نيروگاه مشهد با دو واحد بخار اشكودا، دو واحد گازي بي بي سي،  دو واحد گازي آلستوم، يك واحد بخار الين در شبكه ١٣٢ و ٦٣ و ٢٠ عملياتي ميباشد و مسئوليت پايداري شبكه ٦٣ مشهد را نيز با توجه به جايگاه استراتژيك خود عهده دار ميباشد.

## راه اندازی مجدد واحدشماره2الین
واحدهاي بخاری الين نماد قدمت و خدمت به مجاوران و زائران بارگاه ملكوتي حضرت امام رضا(ع) در خراسان بزرگ به شمار مي روند؛ به طوری که این واحدها از سال 1345 توسط كارخانه شراس كشور اتريش نصب و در سال 1347 به بهره برداري رسيدند. سوخت  اين واحدها گاز طبيعي است و دمای آب ورودی به بويلر 205 درجه، دمای بخار ورودی به توربين 485 درجه سانتي گراد و فشار بخار آن 60 بار است. ظرفيت بويلر واحد الين60 تن بر ساعت، حداقل بار مجاز 20 تن بر ساعت، فشار طراحی 74 اتمسفر، و درجه حرارت سوپر هيتر، 490 درجه سانتي گراد است.
   گفتنی است واحد1 الین در اثر حادثه در سال1362 از مدار تولید خارج شده است اما واحد2 ، از ابتدای بهره برداري تا سال 1375 در مدار قرار داشت تا اينكه به صلاحديد مسئولان وقت متوقف گرديد و از سال 1386 مجدد راه اندازی شد. پس از راه اندازی مجدد، در تيرماه سال 1386 تا خرداد 1393 در طول 37894 ساعت كاركرد؛ نزديك به 380715 مگاوات ساعت توليد برق داشته است. همچنين اين واحد از خرداد سال1394 تا تير 1395 با 2449 ساعت كاركرد، معادل 25987 مگاوات برق توليد نمود.

## وضعیت مالکیت
در حال حاضر بانک سپه مالکیت نیروگاه را بر عهده دارد.(بانك سپه)
مديرعامل = شاهين لطيفي (٩٤ تا كنون)